# Richard Dehmel
Richard Dehmel (n. 18 noiembrie 1863 - d. 8 februarie 1920) a fost un
poet german.
Influențat de naturalismul social al lui Arno Holz, de vitalismul impresionist a lui Detlev von Liliencron și de expresionismul lui Nietzsche, Dehmel abordează în opera sa sa lirică drept teme principale erosul atotputernic, conflictul dintre instinct și rațiune și iubirea ca taină cosmică.
Novator al poeziei germane, a exercitat o influență considerabilă asupra contemporanilor săi.

## Opera
- 1891: Mântuiri ("Erlösungen");
- 1893: Dar iubirea ("Aber die Liebe");
- 1896: Femeie și univers ("Weib und Welt");
- 1903: Doi oameni ("Zwei Menschen"), ciclu de romanțe, considerat capodopera sa;
- 1907: Metamorfozele Venerei ("Die Verwandlung der Venus");
- 1911: Michel Michael, comedie;
- 1913: Frumoasă lume sălbatică ("Schöne wilde Welt");
- 1922: Viața mea ("Mein Leben").